# Lluís Raventós Artés
Lluís Raventós Artés (Raimat, Lérida, 9 de noviembre de 1933-Tarragona, 8 de junio de 2023) fue un sacerdote católico y escritor español.

## Biografía
Nació en la localidad de Raimat en 1933. Tras licenciarse en Farmacia en la Universidad de Barcelona (1958) y en Derecho Canónico en la Universidad de Navarra (1965), se ordenó sacerdote en 1964, incorporándose al clero de la Prelatura del Opus Dei. Se doctoró en Derecho Canónico (Universidad de Navarra, 1976). Ejerció su ministerio en las diez diócesis catalanas,  Pamplona-Tudela, Calahorra y La Calzada-Logroño; y en Aragón. Tenía una amplia experiencia educativa y pastoral gracias a su labor como capellán en diversos colegios: Terraferma (Lérida), Bell-lloc (Gerona), Viaró (Barcelona), y Turó (Tarragona). En esta ciudad vivió los últimos años de su vida, trabajando en diversas tareas apostólicas.

## Publicaciones
Entre sus publicaciones, destacan estos libros. Los tres primeros son una invitación a leer Camino, un clásico de espiritualidad de san Josemaría Escrivá:
- El treball d'en Pere, 1967, 1ª ed., 75 pp. (sobre la santificación del trabajo)
- Anton I el Gran, 1969, 1ª ed. (sobre las cosas pequeñas)
- Els combats d'en Pau, 1981, 1º ed. (sobre las virtudes humanas).
- Pepe Serret: Himno a la vida, 1ª ed., 2000. Biografía del empresario Josep Serret Borda (1941-1993).[5][6][7][8]
- Trazo a trazo, la vida cristiana en dibujos, 1ª ed., 2020.
- Ratxes al capvespre. Libro compuesto de cincuenta imágenes gráficas utilizadas por san Josemaría en su predicación y que Lluis Raventós comentó e ilustró.[9]